# گیاه بالشتکی

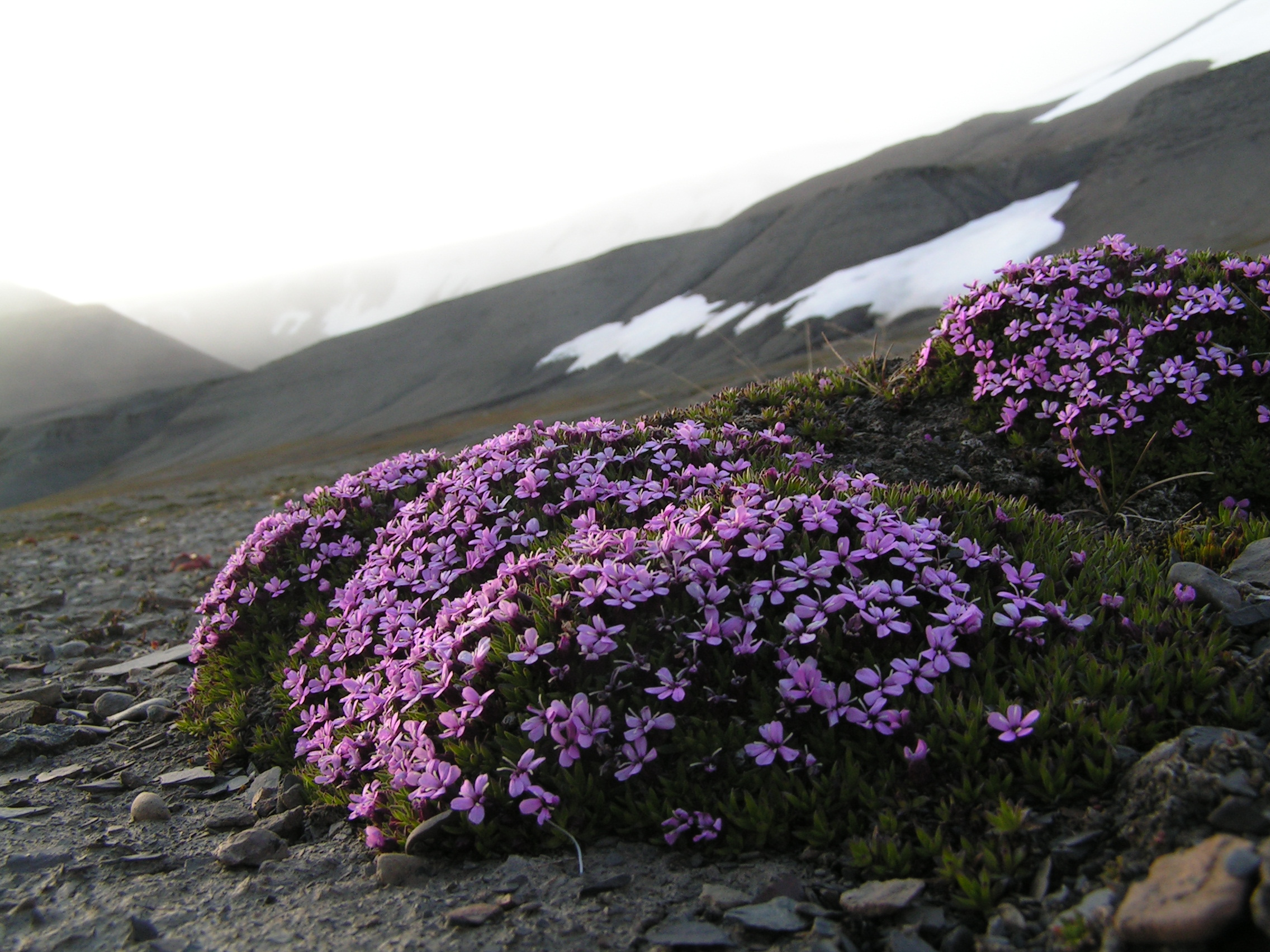
سیلن صورتی

گیاه بالشتکی (انگلیسی: Cushion plant)، گیاهی فشرده، کم رشد و پادری‌شکل است که در محیط‌های اقلیم آلپی، زیر آلپی (Subalpine zone)، اقلیم شمالگان یا اقلیم زیرشمالگانی در سراسر جهان یافت می‌شود. اصطلاح «بالشتکی» معمولاً به گیاهان چوبی گفته می‌شود که به صورت پادری رشد می‌کنند، ارتفاع آنها از سطح زمین محدود است (حداکثر چند اینچ)، ریشه‌های نسبتاً بزرگ و عمیقی دارند و تاریخچه زندگی آنها برای رشد آهسته در یک منطقه مناسب است. محیط فقیر از نظر مواد مغذی با تأخیر باروری و سازگاری چرخه تولید مثل. شکل گیاهی نمونه‌ای از فرگشت موازی یا فرگشت همگرا با گونه‌هایی از بسیاری از خانواده‌های گیاهی مختلف در قاره‌های مختلف است که در سازگاری‌های فرگشت یکسان برای تحمل شرایط سخت محیطی همگرا می‌شوند.

## شرح
گیاهان بالشتکی پادری‌های بزرگ و کم رشدی را تشکیل می‌دهند که می‌توانند تا قطر ۳ متر رشد کنند. فرم معمولی توده فشرده‌ای از ساقه‌های نزدیک به هم با حداقل چیرگی رأسی است که به رزت‌های منفرد ختم می‌شود. هر ساقه با سرعت ثابتی رشد می‌کند به‌طوری که هیچ رزتی بیشتر از بقیه بالشتک در معرض دید قرار نمی‌گیرد. مشاهدات مربوط به پیری به این نتیجه رسیده است که گیاهان بالشتکی معمولاً به‌طور دسته‌جمعی می‌میرند نه اینکه رزت‌های منفرد در زمان‌های جداگانه بمیرند. در زیر رزت‌های زنده، گیاهان معمولاً مواد غیرفتوسنتزی تولید می‌کنند یا به برگ‌های قبلی اجازه می‌دهند بمیرند و یک اثر عایق ایجاد می‌کنند.
گیاهان بالشتکی بسیار کند رشد می‌کنند. در مورد سیلن صورتی (Silene acaulis)، نرخ رشد ۰٫۰۶ سانتیمتر تا ۱٫۸۲ سانتیمتر در سال اندازه‌گیری شده است. همزمان با این رشد مانع، طول عمر افزایش یافته است، به‌طوری که بزرگ‌ترین بالشتک‌های برخی از گونه‌ها تا ۳۵۰ سال سن دارند. یک مطالعه بر روی آزورلا فشرده (Azorella compacta) در جنوب پرو مشخص کرد که بر اساس نرخ رشد ۱٫۴ میلی‌متر در سال، گیاهان منفرد در منطقه مورد مطالعه بیش از ۸۵۰ سال سن داشتند و نمونه‌های گاه‌به‌گاه نزدیک به ۳۰۰۰ سال سن داشتند.

## بوم‌شناسی

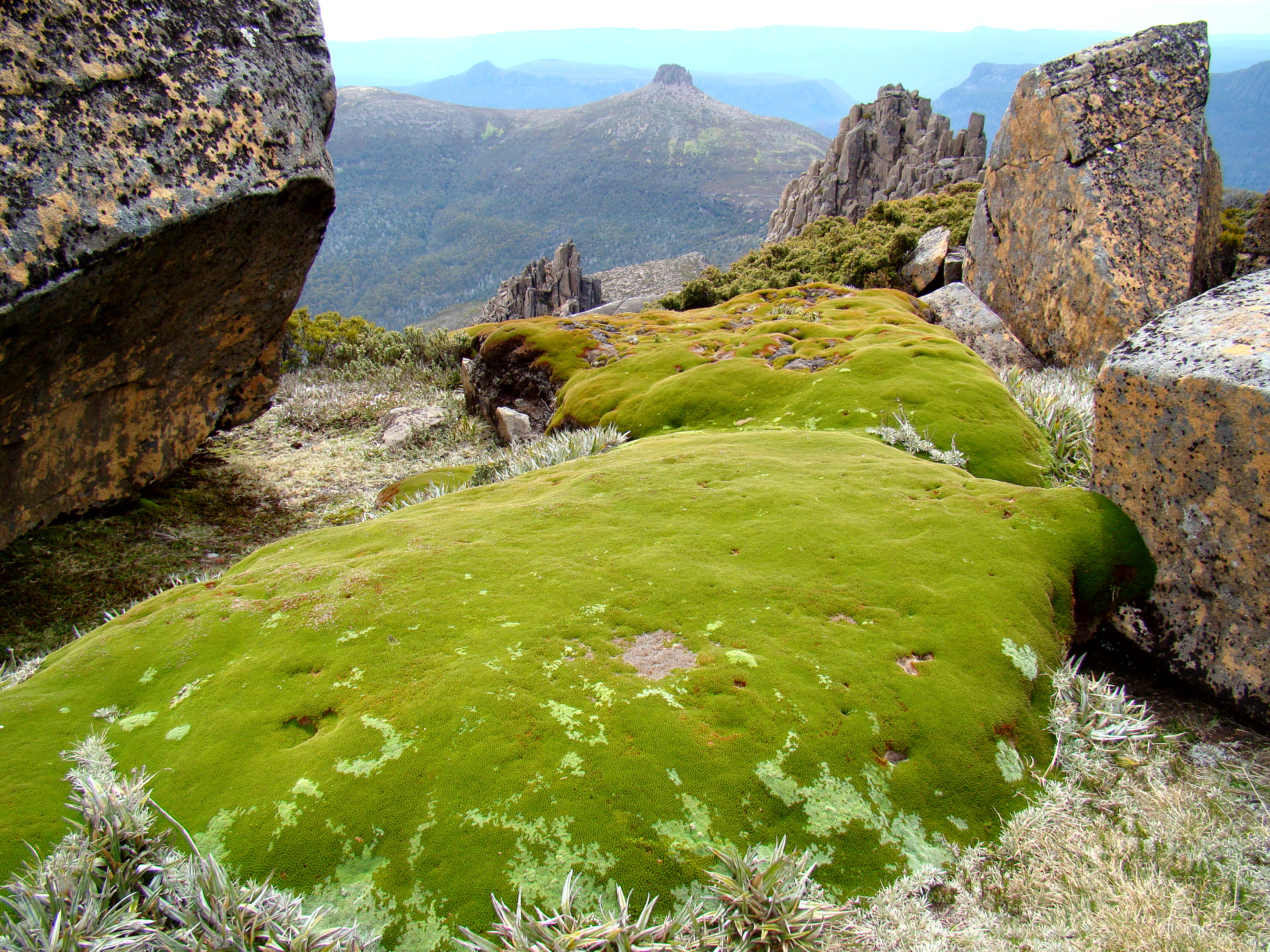
یک گیاه بالشتکی که در کوه اوسا، تاسمانی رشد می‌کند.

گیاهان بالشتکی معمولاً در خاک‌های شنی یا صخره‌ای با زه‌کشی سریع در زیستگاه‌های بایر زیرآلبپی، اقلیم آلپی، شمالگان، جنب‌شمالگان یا جنب‌جنوبگان فلدمارک (Feldmark) رشد می‌کنند. در زیستگاه‌های خاصی، مانند پوداب یا خلاش، گیاهان بالشتکی نیز می‌توانند یکی از گونه‌های اصلی در جامعه اوج باشند. به این ترتیب، گیاهان اغلب ساکنان زیستگاه برهنه با خاک کم یا بدون خاک هستند. با توجه به نقش خود به‌عنوان آغازگر جانشینی اولیه در زیستگاه‌های آلپ، گیاهان سازگاری خاصی با خشک شدن و محیط مکانیکی خشن دامنه‌های بادی آلپ دارند.
ایجاد یک بالشتک جدید در یک شیب بادخیز، یا تاندرای قطب شمال که تازه در معرض دید قرار گرفته است، یک رویداد معمولی نیست. گیاهان ایجاد شده ممکن است صدها سال قدمت داشته باشند، اگرچه آنها فقط چند سانتی‌متر بالاتر از سطح هستند. گیاهان در حال گسترش هستند و پهن‌تر از ارتفاعشان هستند، اما در بالای سطح زمین گسترده نیستند. قبل از اینکه گیاه برای شروع اولین چرخه تولیدمثلی خود آماده شود، سال‌ها رشد خواهد کرد. این گیاه به‌طور فعال فقط در دوره محدودی رشد می‌کند که گرما و نور خورشید کافی برای فتوسنتز در دسترس باشد، اما ممکن است این چرخه قبل از ذوب شدن برف شروع شود. شکل این گیاه به خوبی برای به دام انداختن هوای گرم تابستان در بدن خود سازگار است تا زمان فتوسنتز را افزایش دهد. بالشتک‌ها در ارتفاعات بالاتر معمولاً کوچک‌تر و متراکم‌تر هستند.
گیاهانی که در نواحی آلپ یا زیر آلپ رشد می‌کنند با چالش به‌دست آوردن و حفظ آب مواجه هستند. یک راه حل برای به دست آوردن آب، رشد سیستم ریشه‌ای گسترده است. یک فراموشم مکن کوچک آلپی (Myosotis alpestris) ممکن است تنها چند سانتی‌متر از سطح زمین بایستد، اما ریشه اصلی آن می‌تواند تا چند متر زیر سطح خاک گسترش یابد. ریشه طولانی به دلیل بارندگی محدود در بسیاری از محیط‌های کوهستانی و قطبی، بیشتر به‌صورت بارش برف و به دلیل زهکشی سریع خاک تازه تشکیل شده و کم عمق ضروری است. علاوه بر به دست آوردن آب، گیاه برای زنده ماندن در یک محیط خشک و خشک‌کننده نیز باید رطوبت خود را حفظ کند. شکل رشد فشرده گیاهان بالشتکی جریان هوا را روی سطح روپوست کاهش می‌دهد و سرعت از دست دادن آب را کاهش می‌دهد.

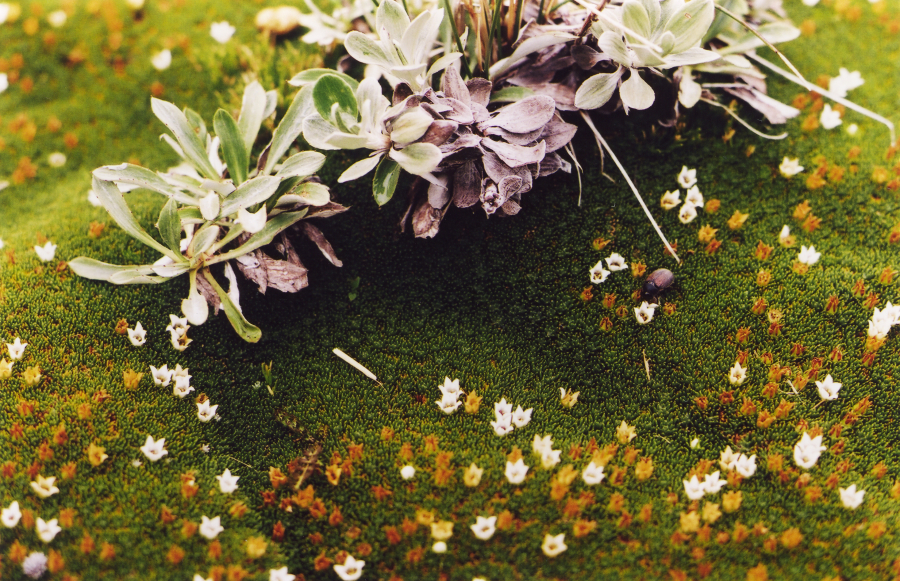
دوناتیا نیوزیلندی

علاوه بر این، بسیاری از گیاهان بالشتکی دارای برگ‌های کوچک و گوشتی هستند که سطح گیاه را کاهش می‌دهند و این امر تعرق را کاهش می‌دهد و آب را حفظ می‌کند. در محیط‌های کوهستانی بسیار بالاتر از خط درخت، سرما یک عامل محدودکننده برای رشد است؛ بنابراین، گیاهان بالشتکی با داشتن ساقه‌ها و شاخ و برگ‌های محکم بسته‌بندی شده، قادر به تبدیل و به دام انداختن گرمای ناشی از نور خورشید هستند و باعث می‌شوند که آنها چندین درجه بالاتر از دمای هوای محیط گرم شده و فصل رشد کوتاه خود را طولانی کنند. بسیاری از گیاهان بالشتکی آلپ نیز دارای موهای ضخیم مات شده هستند که هنگام تابش خورشید هوای محبوس شده در بین موها را حرارت داده و گرم می‌کنند. این موها همچنین با جلوگیری از خروج هوای گرم‌تر از گیاه به‌عنوان گلخانه و همچنین بادشکن عمل می‌کنند و از باد گرفتن گرمای محبوس شده جلوگیری می‌کنند.
گیاه بالشتکی ممکن است گل‌هایی درشت و خودنما برای چنین گیاهان چندساله کوچک یا گاهی صدها گل کوچک داشته باشد. این برای جذب گرده‌افشان‌ها در فواصل طولانی و در فصل کوتاه رشد ضروری است.
گیاهان بالشتکی به‌دلیل توانایی آنها در حفظ رطوبت و دمای خاک در زیر ۱۵± درجه سانتی‌گراد نسبت به دمای خاک مجاور، به‌عنوان مهندسان بوم‌سازگان توصیف شده‌اند. برخی از آنها، به ویژه Mulinum leptacanthum و Oreopolus glacialis، به‌طور مثبت به‌عنوان گونه‌هایی شناسایی شده‌اند که غلظت عناصر درشت مغذی را در خاک تغییر می‌دهند. این ویژگی‌ها به گونه‌های دیگر اجازه می‌دهد تا به راحتی محیط‌های خشن را که گیاهان بالشتکی در آن زندگی می‌کنند، مستعمره کنند؛ بنابراین غنای گونه‌ای در جایی که گیاهان بالشتک مستعمره شده‌اند به‌طور قابل‌توجهی افزایش می‌یابد.

## تنوع
شکل گیاه بالشتکی در هیچ منطقه یا خانواده گیاهی بومی نیست. حدود ۳۳۸ گونه در سراسر جهان در ۷۸ جنس در مناطقی از تاسمانی، نیوزلند و تیرا دل فوئگو گرفته تا توندرای قطبی سوالبارد به‌طور همگرا همان شکل گیاهی را در پاسخ به شرایط محیطی مشابه تکامل داده‌اند. ۳۴ خانواده گیاهی متنوع، مانند چتریان، کاسنیان، میخکیان، ستونیان و دوناتیا شامل گونه‌های گیاهی بالشتکی هستند.